# Ophiochondrus crassispinus
Ophiochondrus crassispinus är en ormstjärneart som beskrevs av George Richard Lyman 1883. Ophiochondrus crassispinus ingår i släktet Ophiochondrus och familjen Hemieuryalidae. Inga underarter finns listade i Catalogue of Life.